# Club Nacional Táchira
El Club Nacional Táchira fue un equipo de fútbol de la Primera División de Venezuela fundado por Sergio Omar «El Cura» Calderón en 1996. Tuvo sucesivamente como sedes las ciudades de San Cristóbal y San Juan de Colón, en el estado Táchira.

## Historia
Desde 1990 un grupo de empresarios del Táchira habían intentado revivir al desaparecido Atlético San Cristóbal, durante años los intentos fueron infructuosos tanto para formar un equipo desde las divisiones menores como para adquirir un cupo en el balompié profesional, finalmente el Nacional Táchira fue fundado en 1996 obteniendo los derechos de la primera división del Unión Deportiva Lara que abandonaba ese año el fútbol profesional ese año.
El uniforme inicial era blanco con vivos amarillo, azul y rojo en camiseta y pantaloneta, luego incluiría pantalonetas negras y medias blancas con vivos amarillos, pero con el correr del tiempo terminó adoptando la equipación del mencionado Atlético San Cristóbal, que consistía en franela anaranjada, shorts y medias blancas.
Debutó en el estadio Polideportivo de Pueblo Nuevo obteniendo resultados positivos. En la temporada 2001-2002, por desacuerdos con el Instituto Tachirense de Deporte, se trasladó a San Juan de Colón, que contaba con el estadio Ing. Orlando Medina, mucho más pequeño que el coloso sancristobalense. Jugando en esta localidad y bajo la dirección del técnico Carlos Maldonado alcanzan el campeonato en esa temporada, superando a Estudiantes de Mérida en una final a doble partido.
Al quedar campeón de Venezuela, obtuvo el derecho de representar al país, junto al vicecampeón Estudiantes de Mérida, en la última edición de las Liguillas Pre-Libertadores, una eliminatoria venezolano-mexicana que otorgaba dos plazas para la Copa Libertadores. Los conjuntos mexicanos contra quienes rivalizó en esa competencia internacional en 2002 fueron Cruz Azul y Pumas UNAM. Nacional Táchira finalizó en el último puesto de dicha liguilla, con saldo de una victoria y cinco derrotas en seis partidos, siendo esta pésima actuación internacional reflejo de la aguda crisis en la que entró apenas iniciando la temporada 2002-2003, de la que desafortunadamente no pudo salir, a pesar de su venta a fines de 2002. El equipo desistió de jugar el Torneo Clausura 2003.
Luego de ser vendido a un empresario italiano desaparece, convirtiéndose en el primer, y hasta la fecha, único campeón de un torneo de fútbol de primera división en no defender su título en Venezuela.
Los jugadores de la Selección de fútbol de Venezuela, Juan García (máximo goleador de la liga) y Giancarlo Maldonado, José «Patón» González y Pedro Fernández pertenecieron a la plantilla del club.